# Monument du Corps expéditionnaire russe
Le Monument du Corps expéditionnaire russe est un monument érigé à Paris, place du Canada dans le 8e arrondissement. Il honore la mémoire du corps expéditionnaire russe engagé en France au cours de la Première Guerre mondiale de 1916 à 1918.

## Historique
Le Premier ministre français François Fillon et le président du gouvernement de la fédération de Russie Vladimir Poutine inaugurent, le 21 avril 2011, un monument « à la mémoire des soldats et officiers du corps expéditionnaire russe ayant combattu sur le sol français entre 1916 et 1918. »

## Caractéristiques
Situé place du Canada dans le 8e arrondissement, à proximité du Grand Palais, ce monument réalisé par l’artiste russe Vladimir Sourovtsev porte cette inscription en français et en russe : 

« En 1916, à la demande des Alliés, la Russie envoya en France deux brigades spéciales du corps expéditionnaire russe. Plus de 20 000 hommes participèrent aux opérations militaires en Champagne. Plus de 5 000 d'entre eux, soldats et officiers russes, perdirent la vie sur les champs de bataille français. »